# Тейтум (Техас)
Тейтум (англ. Tatum) — місто (англ. city) в США, в округах Раск і Панола штату Техас. Населення — 1342 особи (2020).

## Географія
Тейтум розташований за координатами 32°18′57″ пн. ш. 94°31′8″ зх. д. / 32.31583° пн. ш. 94.51889° зх. д. (32.315881, -94.518878).  За даними Бюро перепису населення США в 2010 році місто мало площу 9,80 км², уся площа — суходіл.

## Демографія
Згідно з переписом 2010 року, у місті мешкало 1385 осіб у 521 домогосподарстві у складі 368 родин. Густота населення становила 141 особа/км².  Було 581 помешкання (59/км²).
Расовий склад населення:
| - 67,7 % — білих - 15,6 % — чорних або афроамериканців - 0,6 % — корінних американців - 0,6 % — азіатів - 13,1 % — осіб інших рас |

До двох чи більше рас належало 2,3 %. Частка іспаномовних становила 23,5 % від усіх жителів.
За віковим діапазоном населення розподілялося таким чином: 30,5 % — особи молодші 18 років, 58,4 % — особи у віці 18—64 років, 11,1 % — особи у віці 65 років та старші. Медіана віку мешканця становила 32,7 року. На 100 осіб жіночої статі у місті припадало 91,6 чоловіків;  на 100 жінок у віці від 18 років та старших — 84,6 чоловіків також старших 18 років.
Середній дохід на одне домашнє господарство  становив 49 581 долар США (медіана — 33 250), а середній дохід на одну сім'ю — 64 361 долар (медіана — 52 031). Медіана доходів становила 41 705 доларів для чоловіків та 29 167 доларів для жінок. За межею бідності перебувало 23,9 % осіб, у тому числі 33,8 % дітей у віці до 18 років та 22,3 % осіб у віці 65 років та старших.
Цивільне працевлаштоване населення становило 405 осіб. Основні галузі зайнятості: науковці, спеціалісти, менеджери — 19,3 %, освіта, охорона здоров'я та соціальна допомога — 18,3 %, транспорт — 12,1 %, будівництво — 9,4 %.